# Bully (película de 2011)
Bully (Originalmente llamada The Bully Project) es un documental y película dramática Estadounidense dirigida por Lee Hirsch y coproducida por este, Cyntia Lowen, Cindy Waitt y Sarah Foudy. La película narra la vida de cinco estudiantes que sufren diariamente bullying en escuelas estadounidenses. Fue estrenada en 2011 en el Festival de Cine de Tribeca. Fue proyectada además en el Festival Internacional Canadiense de Documentales Hot Docs y el Festival de Cine de los Ángeles.
Bully tuvo su estreno global en el Festival de Cine de Ischia en Italia el 17 de julio de 2011. Fue adquirida por The Weinstein Company inmediatamente después de su estreno en el Festival de Tribeca. La película fue lanzada a los cines estadounidenses el 30 de marzo de 2012.
En el sitio web oficial de la película, los realizadores promovieron la película como una importante herramienta de defensa contra el bullying que facilitaría la lucha contra él. Contrariamente a lo esperado por ellos, la película fue clasificada en un primer momento como R por MPAA, por lo que su exhibición quedó restringida, aunque luego esta clasificación fue cambiada a PG-13. Además hubo una gran demora entre el estreno en los cines y el lanzamiento de la película en Blu-ray y DVD. Este se produjo el 12 de febrero de 2013.

## Contenido
El documental sigue la vida de alumnos de escuelas públicas de Georgia, Iowa, Texas, Misisipi y Oklahoma durante el año escolar 2009-2010. Además sigue la vida de las familias de estos estudiantes. La película se enfoca especialmente en las muertes de Tyler Long que sufría
síndrome de Asperger y Ty Smalley que se suicidó por ser víctima de bullying. La película describe con gran detalle cómo la mayoría de los estudiantes estadounidenses no pueden defenderse cuando son acosados.

## Sinopsis
El documental trata sobre la vida de cinco adolescentes y las diferentes formas de bullying y acoso que tuvieron que afrontar. La película realiza saltos adelante y atrás en el tiempo para describir sus vidas. Comienza relatando la historia de Tyler Long y como murió. Su padre habla acerca de los problemas sociales que éste padeció y cómo él supo que Tyler podía convertirse en víctima de acoso. El señor Long cuenta que los demás niños escondían la ropa de Tyler mientras se estaba bañado, obligándolo a buscarlas estando desnudo. También lo empujaban dentro de lockers y se burlaban de él verbalmente. Todas estas acciones llevaron a Tyler a suicidarse en 2009, a los 17 años. Su madre lo encontró colgado de su closet. Había dejado una junto a su cama.
La película continúa contando la historia de Alex Libby, de 12 años. Él sufre síndrome de Asperger. En el documental es entrevistado acerca de su familia y si lo preocupa su vuelta a la escuela, pues presenta problemas para hacer amigos. El camarógrafo lo sigue a la parada de colectivo y sube con él. Allí, los demás niños comienzan a acosarlo y no paran. El muchacho que se sienta a su lado en el colectivo puede ser visto amenazándolo. 
Kelby Johnson es una adolescente que es lesbiana. Cuenta que no es bien recibida en ningún lugar de la ciudad, debido a las costumbres religiosas y sociales que la ciudad posee, que se ha autoagredido y ha intentado suicidarse tres veces. Su familia cuenta que cuando su sexualidad salió a la luz, la gente que se encontraba cerca de ella le dejaron de hablar. Durante las clases los niños la acosaban e ignoraban. Incluso sus profesores lo hacían, impidiéndole participar por ejemplo de ciertos eventos. Sus padres le han sugerido mudarse varias veces, pero ella dice "Si yo me voy, ellos ganan".
Luego se narra la historia de Ja'Meya Jackson, una adolescente de 14 años que vive junto a su madre. Ella asistió a la escuela en el Condado de Yazoo, Misisipi. Era una excelente estudiante y una talentosa jugadora de basketball. Los demás niños la acosaron por un tiempo. A pesar de eso, Ja'Meya tenía planes de unirse a la Armada para ayudar a su madre. En el documental ella explica que un día se cansó de los acosos y llevó un arma que pertenecía a su madre a la escuela para intimidar a sus acosadores y advertirles que la dejaran tranquila. Eso funcionó y los demás niños se aterrorizaron, pero luego fue tirada al piso por otro alumno y fue detenida por la policía.
Seguidamente se relata la historia de Ty Smalley. Él tenía 11 años cuando se suicidó pues era acosado intensamente por sus compañeros debido a que era muy bajo de estatura. Las autoridades escolares dijeron que su suicidio no había sido a causa del bullying, aun cuando sus amigos afirmaban lo contrario. 

## Banda sonora
| Título                                   | Intérprete                  |
| ---------------------------------------- | --------------------------- |
| “Teenage Dirtbag”                        | Scala & Kolacny Brothers    |
| “Tasha And Rashid And Love Theme Mashup” | Force Theory                |
| “Short Tux”                              | Robert Burger               |
| “This Body”                              | The Lightning Bug Situation |
| “To The Stars! To The Night!”            | Le Coup                     |
| “Foreground”                             | Grizzly Bear                |
| “Torn by Wolves”                         | Six Organs of Admittance    |
| “Kapsburger”                             | Clogs                       |
| “From a Sinking Boat”                    | The Magnetic Fields         |
| “Busted Heart”                           | Bishop Allen                |

## Producción
El director de la película, Lee Hirsch, fue víctima de acoso cuando era niño. Por lo tanto decidió hacer un documental que sacara a la luz el sufrimiento que padecen lo niños que sufren el bullying. Se asoció con la ONG Fractured Atlas, que financió parcialmente la película. Otra parte de los fondos fueron provistos por el Fondo para Documentales del Instituto Sundance, The Fledgling Fund, BeCause Foundation y Gravity Films. La música de la película fue compuesta por Ion Michael Furjanic (uno de los miembros de la banda Force Theory) y la banda indie Bishop Allen